# 霍安·恩里克·比韦斯-西西利亚
祖安-恩里克·維韋斯-西西利亞總主教（加泰隆尼亞語發音：[ʒuˈan ənˈriɡ ˈbiβəz i siˈsili.ə]；1949年7月24日—），是西班牙籍的采邑主教。曾任天主教烏赫爾教區采邑主教及兩位安道尔大公之一（另一位由法國總統兼任）。

## 生平
西西利亚出生於1949年7月24日的加泰隆尼亞巴塞隆拿省首府巴塞隆拿。在1965年，他進入神學院學習人文科學、哲學和神學。於1974年9月24日，在巴塞羅那總教區晉鐸。
1993年9月5日晉牧，並被時任教宗若望·保祿二世任命為巴塞羅那總教區輔理主教，領銜尼恩教區主教。2001年改任為加泰罗尼亚北部的烏赫爾教區助理主教。
2003年5月12日在前任霍安·马丁-阿拉尼斯退休后升任為烏赫爾教區正權主教，並同時兼任其中一位安道尔大公，于同年7月10日在安道尔城的山谷小屋进行了宪法宣誓。2010年3月19日，獲時任教宗本篤十六世擢升為總主教。
2024年7月12日，西西利亚達到主教退休年齡，教宗方濟各任命若瑟-类斯·塞拉诺·旁尼达為烏爾赫助理主教，并作为西西利亞的繼任者。
2025年5月31日，教宗良十四世接受了西西利亚的辞呈，西西利亚的主教和安道尔大公任期结束。

## 牧徽

祖安-恩里克·维韦斯·西西利亚總主教牧徽